# Juan Cerrado
Fray Juan Cerrado (Palos de la Frontera, siglo XVI - Atotomilco, 1562). Hijo de Luis García y de Marina de Triana. Profesó en el convento de San Francisco de México en manos de Fr. Gregorio Mexía, y donde fue connovicio del padre Fray Diego Mercado. Llegó a ser guardián de la casa principal en México hacia 1562. En Jalisco «doctrinó muchos infieles y los redujo a la fe católica». Siendo guardián del convento de Tzapotla pidió licencia para ayudar a la reducción de los indios chichimecas de la provincia de Zacatecas, belicosos y hostiles a los españoles. En Atotomilco, y a consecuencia de los flechazos ocasionados por los indios, encontró la muerte a la edad de 28 años, en diciembre de 1566.